# Столинский повет
Сто́линский пове́т Поле́сского воево́дства (пол. Powiat stoliński, бел. Сто́лінскі паве́т Пале́сскага ваяво́дства) — административно-территориальная единица Полесского воеводства II Речи Посполитой. Образован 1 января 1923 года из части гмин Лунинецкого, Пинского и Сарненского поветов. Ликвидирован в результате советского вторжения в сентябре 1939 года. Поветовый город — Столин. Состоял из 7 сельских гмин и 4 городов. Общая площадь повета — 5389 км², население — 124 800 человек, плотность — 23 чел. на км².

## Административное деление

### Гмины
- гмина Берёзов[3]
- гмина Хорск[3]
- гмина Плотница[3]
- гмина Радчиск[4]
- гмина Столин[3]
- гмина Теребишев[3]
- гмина Высоцк[5]

### Города
- Давид-Городок[3]
- Городно (до 1927) [3][6]
- Столин[3]
- Высоцк (позже статус ликвидирован)[5]